# PTSZ

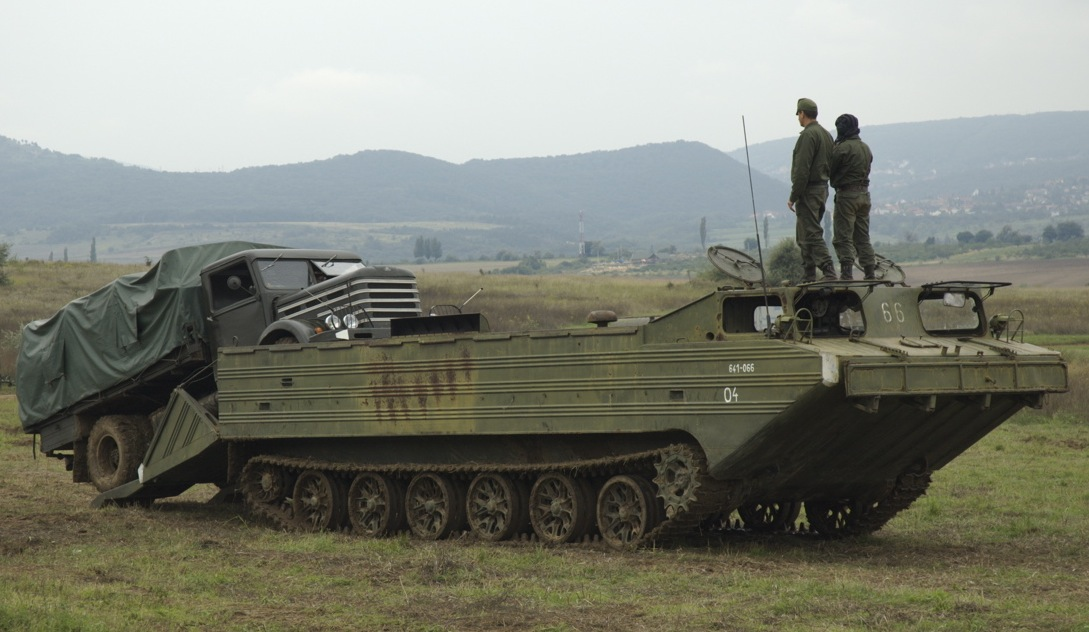
A Magyar Néphadsereg egykori PTSZ-ére egy Csepel D–344 tehergépkocsi áll fel

A PTSZ (oroszul: ПТС – Плавающий транспортёр средний / Plavajuscsij trasnzportyor szrednyij, magyarul: közepes úszó szállító jármű)  a Szovjetunióban gyártott közepes lánctalpas úszó gépjármű. Modernizált változata a PTSZ–M. Továbbfejlesztett, nagyobb teljesítményű, az MT–T tüzérségi vontatón alapuló változata a PTSZ–2. A típus a Magyar Néphadseregben is rendszeresítve volt, és a Magyar Honvédség műszaki alakulatainál még napjainkban is rendszerben áll. A magyar honvédcsapatoknál nem hivatalos beceneve a Táltos. Magyarországon a Katasztrófavédelmi Igazgatóság tulajdonában is van ilyen jármű. A magyarországi árvizeknél rendszeresen bevetették mentő járműként.

## Története
A PTSZ alapjául A K–61 úszó jármű szolgált. Az erőátviteli berendezések az ATSZ–59 tüzérségi vontatóból és a T–54-es harckocsiból származnak. Elődjétől eltérően ezt a járművet már zárt vezetőfülkével látták el. Maximális terhelése 10 tonna vagy 70 katona. Szárazföldön 5 tonna terheléssel max. 40 km/h sebességgel, 10 tonna terheléssel 20 km/h-val haladhatott, vízen 10 km/h volt a sebessége. 1965-ben rendszeresítették. Ezzel a vízi átkelési képességeket prioritásként kezelő Szovjet Hadseregben a gépesített szárazföldi egységeknél az úszóképes harcjárművek mellett  a szállító alakulatok is nagy teljesítményű úszóképes járművekhez jutottak.

## Műszaki jellemzői
A PTSZ–M-be gázolaj tüzelésű kályhát építettek, amellyel a vezetőfülke és a rakodótér is fűthető volt. Így téli üzemeltetésnél el lehetett kerülni, hogy a rakodótér felületére fagyjon a víz. A ponyvával lefedhető rakodótér elülső részébe egy csörlőt építettek be. A rakodótéren a Szovjet Hadseregben rendszeresített tipikus tehergépkocsikból (pl. Ural–469, vagy Ural–4320) egy darab helyezhető el, teher nélkül.

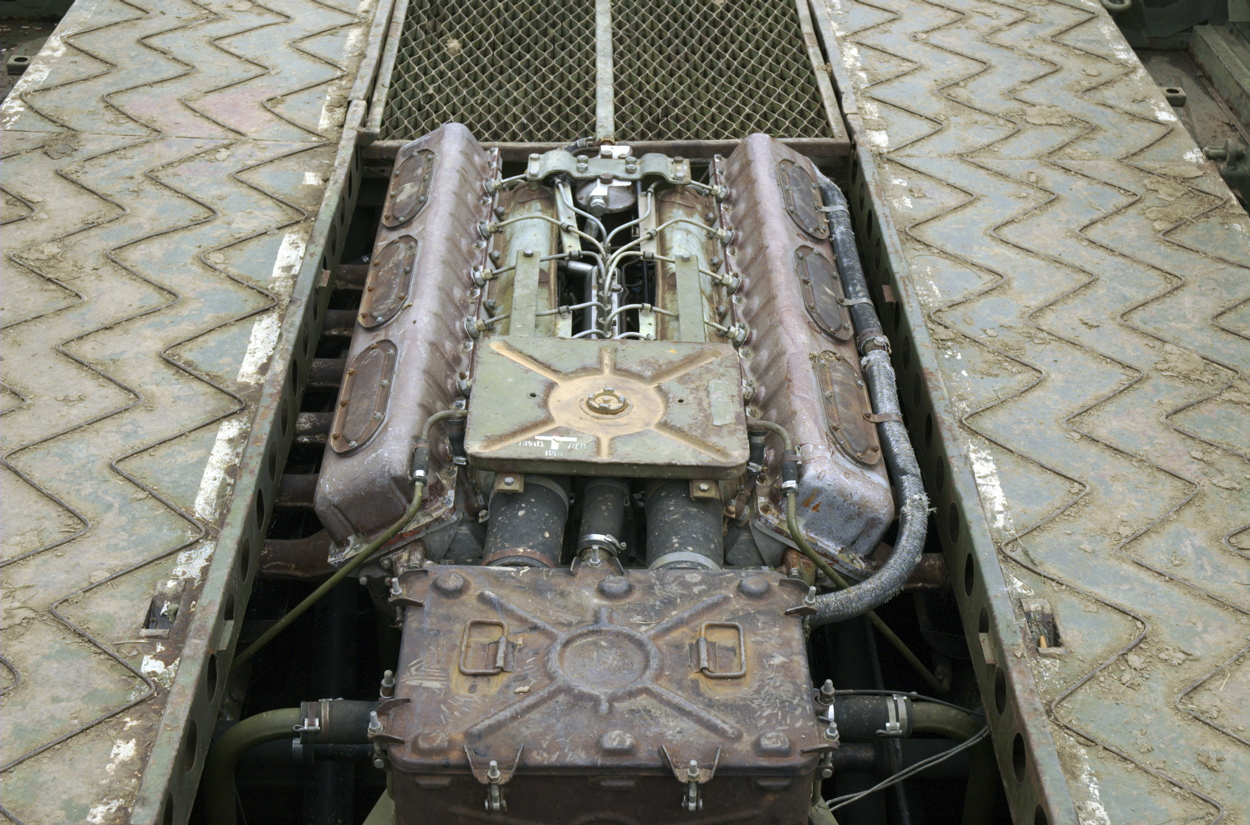
A PTSZ V–54 típusú dízelmotorja a tehertér alatt

A teherszállító képesség növelésére kifejlesztették a járműhöz a PKP kétkerekes, úszóképes utánfutót. A stabilitás növelésére az utánfutóra két kihajtható úszótestet szereltek.
Fegyverzete nincs. A kétfős, nem páncélozott vezetőfülke hermetikusan zárható, ABV-fegyverek elleni védelemmel (szűrőberendezéssel) van ellátva. A fülke tetején két búvónyílás található. A járműbe R–113 vagy R–123 típusú harckocsirádiót építettek.
A járműnek leereszthető a hátsó része, mely egyúttal a rakodás során rámpaként is szolgál. A V–54P típusú, V12 hengerelrendezésű, 262 kW teljesítményű dízelmotor a jármű közepén, a rakodótér alatt kapott helyet. A motorból a kipufogógázokat a jármű két oldalán található kipufogónyílásokon keresztül vezetik ki. A jármű hatótávolsága a szárazföldön 380 km.
Továbbfejlesztett változatát, a T–64-es harckocsi futóművén és erőátviteli rendszerén alapuló PTSZ–2-est 1973-ban rendszeresítették a Szovjet Hadseregben. A teherbíró-képességet 12 tonnára növelték, és sebessége szárazföldön elérheti a 60 km/h-t.

## Műszaki adatok (PTSZ–M)

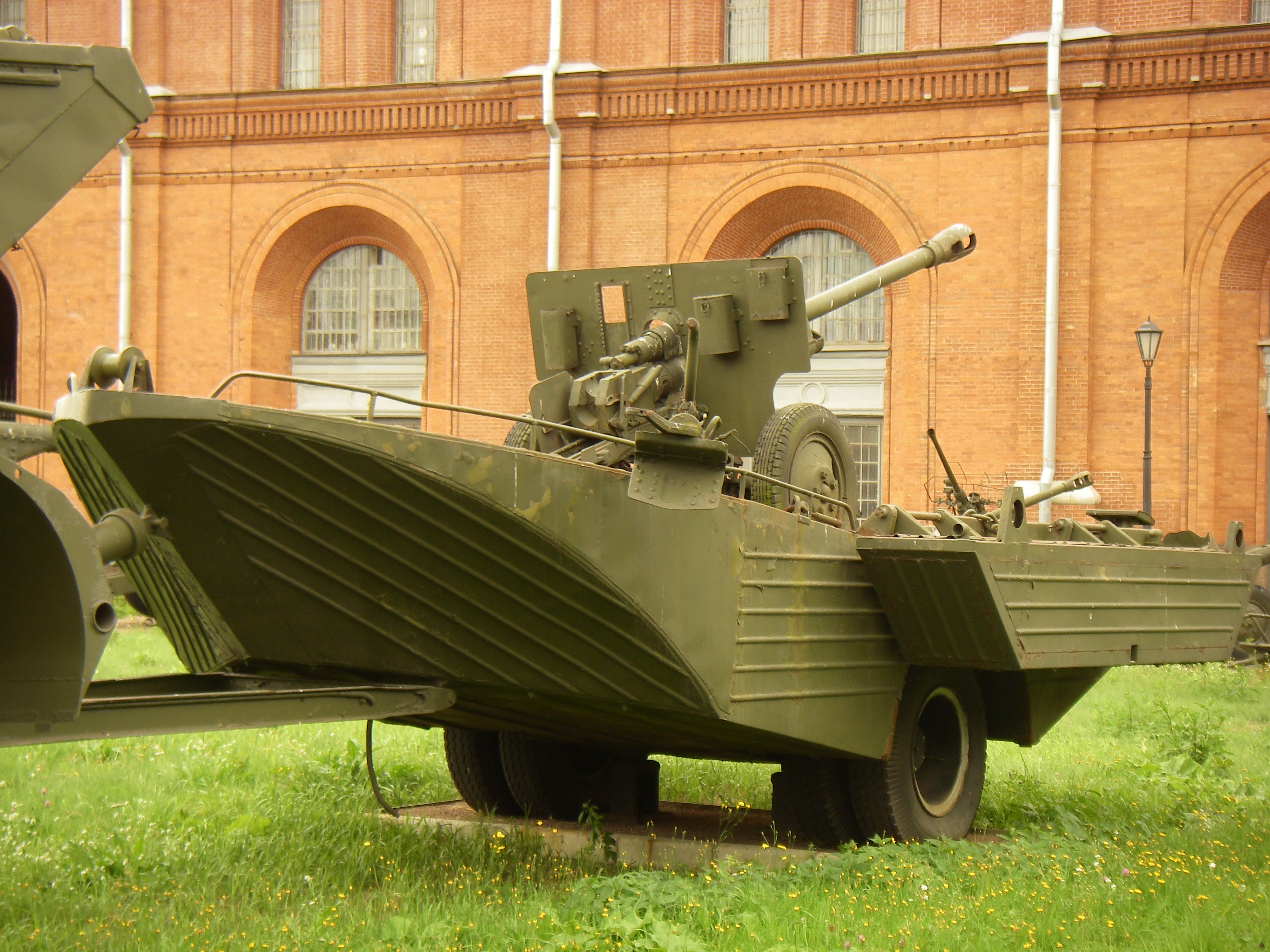
PKP utánfutó a szentpétervári Tüzérségi Múzeumban kiállítva

- Hossz: 11,50 m
- Szélesség: 3,30 m
- Magasság: 2,65 m
- Üres tömeg: 17 700 kg
- Max terhelés: 5000 kg (szárazföldön), 10 000 kg (vizen)
- Szállítható személyek száma: 70 fő
- Személyzet: 2 fő
- Motor típusa: V–54P V12 hengerelrendezésű dízelmotor
- Motorteljesítmény: 262 kW (350 LE)
- Nyomaték: 1750 Nm (felezőben ~3500 Nm)
- Hatótávolság: 300 km

## Külső hivatkozások
- Plavajuscsij transzportyor PTSZ, in: Jurij Vermejev: Anatomija armii (oroszul)